# Lijst van rijksmonumenten in Medemblik (gemeente)
De gemeente Medemblik telt 203 inschrijvingen in het rijksmonumentenregister. Hieronder een overzicht.

## Abbekerk
De plaats Abbekerk telt 14 inschrijvingen in het rijksmonumentenregister. Zie Lijst van rijksmonumenten in Abbekerk voor een overzicht.

## Andijk
De plaats Andijk telt 3 inschrijvingen in het rijksmonumentenregister.
| Object | Oorspronkelijke functie? | Bouwjaar       | Architect      | Locatie     | Coördinaten?                  | Nr.?   | Afbeelding                                  |
| --- | ------------------------ | -------------- | -------------- | ----------- | ----------------------------- | ------ | ------------------------------------------- |
| Stolpboerderij van het Noord-Hollandse type | Boerderij                | 1894/1919      |                | Bangert 28  | 52° 44' 7" NB, 5° 10' 42" OL  | 508025 | Stolpboerderij van het Noord-Hollandse type |
| Gereformeerde Kerk Andijk | Kerk en kerkonderdeel    | 1929-1930      | Egbert Reitsma | Middenweg 4 | 52° 45' 8" NB, 5° 13' 17" OL  | 508026 | Meer afbeeldingen                           |
| Stolpboerderij met gepleisterde ondermuren die voorzien zijn van een zwart geteerde plint. Pannen dakbedekking met rieten spiegel. Kopgevel van het woongedeelte met hout beschoten. In de gevels 6-ruitsvensters als schuiframen | Boerderij                | begin 19e eeuw |                | Dijkweg 296 | 52° 44' 52" NB, 5° 11' 33" OL | 8143   | Meer afbeeldingen                           |

## Benningbroek
De plaats Benningbroek telt 5 inschrijvingen in het rijksmonumentenregister.
| Object                                                                                     | Oorspronkelijke functie? | Bouwjaar                 | Architect | Locatie                  | Coördinaten?                | Nr.?   | Afbeelding                                                                                 |
| ------------------------------------------------------------------------------------------ | ------------------------ | ------------------------ | --------- | ------------------------ | --------------------------- | ------ | ------------------------------------------------------------------------------------------ |
| Hervormde Kerk                                                                             | Kerk en kerkonderdeel    | 1548                     |           | Kerkelaan 10             | 52° 42' 5" NB, 5° 2' 14" OL | 30680  | Meer afbeeldingen                                                                          |
| Toren van de Hervormde Kerk                                                                | Kerk en kerkonderdeel    | eind 18e eeuw (inwendig) |           | Kerkelaan bij 10         | 52° 42' 5" NB, 5° 2' 14" OL | 30681  | Meer afbeeldingen                                                                          |
| Stolpboerderij                                                                             | Boerderij                | ca. 1700                 |           | Dokter de Vriesstraat 12 | 52° 42' 9" NB, 5° 1' 8" OL  | 30682  | Meer afbeeldingen                                                                          |
| St. Cunerahoeve: stolpboerderij van het Noord-Hollandse type in streek-eigen trant gebouwd | Boerderij                | ca. 1840                 |           | Dokter de Vriesstraat 10 | 52° 42' 11" NB, 5° 1' 2" OL | 510898 | St. Cunerahoeve: stolpboerderij van het Noord-Hollandse type in streek-eigen trant gebouwd |
| Stolpboerderij in streek-eigen trant gebouwd                                               | Boerderij                | 1869                     |           | Dokter de Vriesstraat 36 | 52° 42' 6" NB, 5° 1' 34" OL | 510899 | Meer afbeeldingen                                                                          |

## Hauwert
De plaats Hauwert telt 2 inschrijvingen in het rijksmonumentenregister.
| Object                   | Oorspronkelijke functie? | Bouwjaar     | Architect | Locatie        | Coördinaten?                 | Nr.?  | Afbeelding        |
| ------------------------ | ------------------------ | ------------ | --------- | -------------- | ---------------------------- | ----- | ----------------- |
| Hervormde kerk           | Kerk en kerkonderdeel    | 15e eeuw     |           | Hauwert 95     | 52° 42' 28" NB, 5° 5' 59" OL | 30659 | Meer afbeeldingen |
| Toren der Hervormde kerk | Kerk en kerkonderdeel    | 16e/17e eeuw |           | Hauwert bij 95 | 52° 42' 28" NB, 5° 5' 59" OL | 30660 | Meer afbeeldingen |

## Lambertschaag
De plaats Lambertschaag telt 4 inschrijvingen in het rijksmonumentenregister.
| Object | Oorspronkelijke functie? | Bouwjaar | Architect | Locatie           | Coördinaten?                | Nr.?   | Afbeelding        |
| --- | ------------------------ | -------- | --------- | ----------------- | --------------------------- | ------ | ----------------- |
| Stolphoeve met breed, uitgebouwd voorhuis en houten schuurwanden. Zeer fraaie erfbeplanting                          | Boerderij                | 19e eeuw |           | Dorpsstraat 2     | 52° 44' 28" NB, 5° 1' 5" OL | 30661  | Meer afbeeldingen |
| Hervormde Kerk | Kerk en kerkonderdeel    | 16e eeuw |           | Noordeinde 28     | 52° 44' 46" NB, 5° 1' 3" OL | 30662  | Meer afbeeldingen |
| Toren der Hervormde Kerk                                                                                             | Kerk en kerkonderdeel    |          |           | Noordeinde bij 28 | 52° 44' 46" NB, 5° 1' 3" OL | 30663  | Meer afbeeldingen |
| Woonhuis van klein formaat, ten zuiden van de Nederlands Hervormde kerk, waarschijnlijk gebouwd als consistoriekamer | Kerk en kerkonderdeel    | 1850     |           | Noordeinde 30     | 52° 44' 45" NB, 5° 1' 3" OL | 510901 | Meer afbeeldingen |

## Medemblik
De plaats Medemblik telt 84 inschrijvingen in het rijksmonumentenregister. Zie Lijst van rijksmonumenten in Medemblik (plaats) voor een overzicht.

## Midwoud
De plaats Midwoud telt 6 inschrijvingen in het rijksmonumentenregister.
| Object                                   | Oorspronkelijke functie?  | Bouwjaar        | Architect | Locatie                      | Coördinaten?                 | Nr.?   | Afbeelding        |
| ---------------------------------------- | ------------------------- | --------------- | --------- | ---------------------------- | ---------------------------- | ------ | ----------------- |
| Klikjesmolen                             | Industrie- en poldermolen | ca. 1920 / 1987 |           | Weidemolentje                | 52° 43' 25" NB, 5° 3' 23" OL | 30664  | Meer afbeeldingen |
| Weidemolentje                            | Industrie- en poldermolen | ca. 1880        |           | Broerdijk bij 18             | 52° 43' 25" NB, 5° 3' 22" OL | 30665  | Upload foto       |
| Mariënhof: burgemeesterswoning           | Woonhuis                  | 1867            |           | Midwouder Dorpsstraat 24     | 52° 42' 45" NB, 5° 4' 7" OL  | 510875 | Meer afbeeldingen |
| Mariënhof: koetshuis                     | Opslag                    | 1867            |           | Midwouder Dorpsstraat bij 24 | 52° 42' 46" NB, 5° 4' 7" OL  | 510876 | Meer afbeeldingen |
| Mariënhof: toegangshek, rijk gedecoreerd | Erfscheiding              | 1876            |           | Midwouder Dorpsstraat bij 24 | 52° 42' 44" NB, 5° 4' 7" OL  | 510877 | Meer afbeeldingen |
| Stolpboerderij Jacobshoeve               | Boerderij                 | 1875            |           | Midwouder Dorpsstraat 28     | 52° 42' 42" NB, 5° 4' 3" OL  | 510886 | Meer afbeeldingen |

## Nibbixwoud
De plaats Nibbixwoud telt 1 inschrijving in het rijksmonumentenregister.
| Object                                                                                | Oorspronkelijke functie? | Bouwjaar | Architect | Locatie         | Coördinaten?                 | Nr.?   | Afbeelding        |
| ------------------------------------------------------------------------------------- | ------------------------ | -------- | --------- | --------------- | ---------------------------- | ------ | ----------------- |
| Stolpboerderij van het afgeleide Westfriese type met staartstuk en aangebouwde schuur | Boerderij                | 1880     |           | Dorpsstraat 117 | 52° 41' 47" NB, 5° 4' 46" OL | 495730 | Meer afbeeldingen |

## Oostwoud
De plaats Oostwoud telt 2 inschrijvingen in het rijksmonumentenregister.
| Object                      | Oorspronkelijke functie? | Bouwjaar | Architect | Locatie          | Coördinaten?                 | Nr.?  | Afbeelding        |
| --------------------------- | ------------------------ | -------- | --------- | ---------------- | ---------------------------- | ----- | ----------------- |
| Hervormde Kerk              | Kerk en kerkonderdeel    | 1753     |           | Oosteinde 44     | 52° 43' 32" NB, 5° 5' 30" OL | 30667 | Meer afbeeldingen |
| Toren van de Hervormde Kerk | Kerk en kerkonderdeel    |          |           | Oosteinde bij 44 | 52° 43' 32" NB, 5° 5' 30" OL | 30668 | Meer afbeeldingen |

## Opperdoes
De plaats Opperdoes telt 6 inschrijvingen in het rijksmonumentenregister.
| Object | Oorspronkelijke functie? | Bouwjaar          | Architect | Locatie           | Coördinaten?                 | Nr.?   | Afbeelding        |
| --- | ------------------------ | ----------------- | --------- | ----------------- | ---------------------------- | ------ | ----------------- |
| Hervormde Kerk | Kerk en kerkonderdeel    | 16e eeuw en later |           | Kerkebuurt 16     | 52° 45' 40" NB, 5° 4' 47" OL | 30669  | Meer afbeeldingen |
| Toren der Hervormde Kerk | Kerk en kerkonderdeel    |                   |           | Kerkebuurt bij 16 | 52° 45' 40" NB, 5° 4' 47" OL | 30670  | Meer afbeeldingen |
| Stolpboerderij onder rieten stolpdak met pannen voet en spiegel en uitgebouwd zomerhuis onder pannen zadeldak met houten dakbeschot | Boerderij                | 19e eeuw          |           | Zuiderpad 5       | 52° 45' 36" NB, 5° 4' 44" OL | 30671  | Meer afbeeldingen |
| Terrein waarin sporen van bewoning                                                                                                  | Archeologisch monument   | IJzertijd         |           |                   | 52° 45' 49" NB, 5° 4' 40" OL | 45825  | Upload foto       |
| Stolpboerderij, in streek-eigen bouwtrant uitgevoerd                                                                                | Boerderij                | 18e eeuw          |           | Westeinde 4       | 52° 44' 58" NB, 5° 4' 18" OL | 510888 | Meer afbeeldingen |
| Rentenierswoning | Woonhuis                 | ca. 1870          |           | Westeinde 13      | 52° 44' 54" NB, 5° 4' 8" OL  | 510889 | Rentenierswoning  |

## Sijbekarspel
De plaats Sijbekarspel telt 10 inschrijvingen in het rijksmonumentenregister. Zie Lijst van rijksmonumenten in Sijbekarspel voor een overzicht.

## Twisk
De plaats Twisk telt 50 inschrijvingen in het rijksmonumentenregister. Zie Lijst van rijksmonumenten in Twisk voor een overzicht.

## Wervershoof
Het dorp Wervershoof telt 6 inschrijvingen in het rijksmonumentenregister.
| Object                                                                     | Oorspronkelijke functie?  | Bouwjaar  | Architect   | Locatie         | Coördinaten?                 | Nr.?   | Afbeelding        |
| -------------------------------------------------------------------------- | ------------------------- | --------- | ----------- | --------------- | ---------------------------- | ------ | ----------------- |
| St. Werenfridus                                                            | Kerk en kerkonderdeel     | 1874-1875 | Th. Asseler | Dorpsstraat 73  | 52° 43' 46" NB, 5° 9' 29" OL | 38671  | Meer afbeeldingen |
| De Hoop                                                                    | Industrie- en poldermolen | 1889      |             | Zijdwerk 15     | 52° 43' 30" NB, 5° 9' 1" OL  | 38672  | Meer afbeeldingen |
| Terrein waarin 6 grafheuvels                                               | Archeologisch monument    | Bronstijd |             |                 | 52° 42' 59" NB, 5° 8' 53" OL | 46172  | Upload foto       |
| Terrein waarin een grafheuvel                                              | Archeologisch monument    | Bronstijd |             |                 | 52° 42' 60" NB, 5° 8' 30" OL | 46173  | Upload foto       |
| Pastorie behorend bij de ernaast gelegen neo-gotische Sint-Werenfriduskerk | Kerkelijke dienstwoning   | 1875      |             | Dorpsstraat 71  | 52° 43' 46" NB, 5° 9' 29" OL | 501527 | Meer afbeeldingen |
| Stolpboerderij met zomerhuis                                               | Boerderij                 | ca. 1900  |             | Dorpsstraat 120 | 52° 43' 46" NB, 5° 9' 34" OL | 501549 | Meer afbeeldingen |

## Wognum
De plaats Wognum telt 8 inschrijvingen in het rijksmonumentenregister. Zie Lijst van rijksmonumenten in Wognum voor een overzicht.

## Zwaagdijk-Oost
De plaats Zwaagdijk-Oost telt 2 inschrijvingen in het rijksmonumentenregister.
| Object                                           | Oorspronkelijke functie? | Bouwjaar | Architect | Locatie       | Coördinaten?                 | Nr.?   | Afbeelding                                       |
| ------------------------------------------------ | ------------------------ | -------- | --------- | ------------- | ---------------------------- | ------ | ------------------------------------------------ |
| Land en Veelust                                  | Boerderij                | 1881     |           | Zwaagdijk 194 | 52° 42' 10" NB, 5° 7' 37" OL | 501540 | Meer afbeeldingen                                |
| Stolpboerderij van het afgeleide Westfriese type | Boerderij                | ca. 1910 |           | Zwaagdijk 153 | 52° 42' 16" NB, 5° 8' 1" OL  | 501555 | Stolpboerderij van het afgeleide Westfriese type |

Aalsmeer ·
Alkmaar ·
Amstelveen ·
Amsterdam ·
Bergen ·
Beverwijk ·
Blaricum ·
Bloemendaal ·
Castricum ·
Den Helder ·
Diemen ·
Dijk en Waard ·
Drechterland ·
Edam-Volendam ·
Enkhuizen ·
Gooise Meren ·
Haarlem ·
Haarlemmermeer ·
Heemskerk ·
Heemstede ·
Heiloo ·
Hilversum ·
Hollands Kroon ·
Hoorn ·
Huizen ·
Koggenland ·
Landsmeer ·
Laren ·
Medemblik ·
Oostzaan ·
Opmeer ·
Ouder-Amstel ·
Purmerend ·
Schagen ·
Stede Broec ·
Texel ·
Uitgeest ·
Uithoorn ·
Velsen ·
Waterland ·
Wijdemeren ·
Wormerland ·
Zaanstad ·
Zandvoort